# 阿拉貢原油鯰
阿拉貢原油鯰，為輻鰭魚綱鯰形目長鬚鯰科的其中一種，分布於南美洲巴西阿拉瓜亞河中游流域，體長可達13.7公分，棲息在河川底層水域，屬肉食性，生活習性不明。

## 擴展閱讀
維基物種上的相關：阿拉貢原油鯰